# Orteo
Orteo (in greco Ὀρθαῖος),  personaggio dell'Iliade (XIII, v. 791), fu un guerriero troiano.
Orteo partecipò all'azione bellica descritta nel libro VI dell'Iliade relativo alla battaglia delle navi.
()